# 三池輝久
三池 輝久（みいけ てるひさ、1942年 - ）は、日本の小児科医、熊本大学名誉教授。小児科専門医。小児神経科専門医。

## 略歴
熊本県生まれ。1968年熊本大学医学部卒業、1984年医学博士。1977～1980年米国ウエスト・ヴァージニア州立大学留学、熊本大学医学部小児発達学講師、助教授をへて、1984年教授、2003年熊本大学医学部附属病院長を経て、2008年定年退任、名誉教授。日本小児神経学会理事長、日本発達神経科学学会理事長、兵庫県立リハビリテーション中央病院子どもの睡眠と発達医療センター長、先端医療センター研究所上席研究員、アートチャイルドケア顧問、熊本県玉名地域保健医療センター医師。睡眠を専門とする。

## 著書
- 『フクロウ症候群を克服する 不登校児の生体リズム障害』講談社〈健康ライブラリー〉、1997年12月。ISBN 978-4-06-254084-1。
- 『学校を捨ててみよう! 子どもの脳は疲れはてている』講談社〈講談社＋α新書〉、2002年5月。ISBN 4-06-272135-X。
- 『子どもとねむり 乳幼児編 (良質の睡眠が発達障害を予防する)』メディアイランド、2011年5月。ISBN 978-4-904678-27-5。
- 『子どもの夜ふかし脳への脅威』集英社〈集英社新書〉、2014年4月。ISBN 978-4-08-720735-4。
- 『赤ちゃんと体内時計 胎児期から始まる生活習慣病』集英社〈集英社新書〉、2021年2月。ISBN 978-4-08-721156-6。

### 共編著
- 『学校過労死 不登校状態の子供の身体には何が起こっているか』友田明美共著 診断と治療社 1994
- 『メラトニン研究の最近の進歩』山寺博史共監修, メラトニン研究会編 星和書店 2004
- 『親が育てば子供は育つ 脳科学が後押しする親学のすすめ』 (高橋史朗の第三の教育論シリーズ）高橋史朗,森昭雄,桑原清四郎,有田秀穂共著 MOKU出版 2007
- 『不登校外来 眠育から不登校病態を理解する』編著, 友田明美, 間部裕代, 上土井貴子,川谷淳子,高野美雪著 診断と治療社 2009
- 『いま,小児科医に必要な実践臨床小児睡眠医学』兵庫県立リハビリテーション中央病院子どもの睡眠と発達医療センター編集, 小西行郎, 中井昭夫共編集主幹 診断と治療社 2015
- 『睡眠・食事・生活の基本』 (赤ちゃん学で理解する乳児の発達と保育）上野有理,小西行郎共著 中央法規出版 2016

## 論文
- <三池輝久